# Un corazón extraordinario
Un corazón extraordinario (t.o. Dieses bescheuerte Herz; This Crazy Heart en inglés) es una película de 2017 estrenada en 2019 del director alemán Marc Rothemund que narra la historia de David, un joven de 15 años que padece una grave afección al corazón. Su médico, con el fin de alargarle la vida, decide implicar a su propio hijo, un treintañero juerguista, para que le ayude a marcarse objetivos que le podrían ayudar a recuperar la ilusión por vivir.
Narrada en tono desenfadado, la película se monta sobre una novela basada en la historia real de un chico llamado Daniel. A pesar de que el pronóstico no superaba el año de vida, en el momento del rodaje de la película el joven había cumplido los 20.